# إدوين إس. غروسفينور
إدوين إس. غروسفينور (بالإنجليزية: Edwin S. Grosvenor)‏ هو كاتب وصحفي أمريكي، ولد في 17 سبتمبر 1951 في واشنطن العاصمة في الولايات المتحدة.